# Суперсиметрія
Суперсиметрія — гіпотетичний фізичний принцип, за яким кожному типу елементарних частинок-бозонів відповідає свій тип ферміонів. Такі паровані частинки називаються суперпартнерами.
Якщо принцип суперсиметрії справедливий, то він діє для частинок із дуже великою енергією — понад 1 ТеВ. Для відомих на початок 21 ст. частинок цей принцип порушений. Існують тільки непрямі свідчення того, що суперсиметрія може бути одним із принципів природи.
Гіпотезу про існування суперсиметрії в природі першим висловив Міядзава Хіронарі в 1966.

## Експериментальна перевірка
На конференції Lepton Photon у Мумбаї, що проходила в серпні 2011 року, представники одного із чотирьох головних детекторів Великого адронного колайдера LHCb (LHC Beauty) заявили, що вони не виявили у своїх розпадах жодних ознак існування суперсиметричних частинок — а, отже, суперсиметрична теорія, принаймні, у її найпростішому вигляді, не працює.